# Elephantulus edwardii
Elephantulus edwardii је сисар из реда Macroscelidea.

## Угроженост
Ова врста је наведена као последња брига, јер има широко распрострањење и честа је врста.

## Распрострањење
Врста је присутна у Јужноафричкој Републици.

## Станиште
Станиште врсте су речни екосистеми.